# Ian Hogg
Ian Hogg (15 de diciembre de 1989 en Auckland) es un futbolista en neozelandés que juega como defensor en el Waitakere United.

## Carrera
Aunque tuvo un paso por el Auckland City entre 2005 y 2006, debutó jugando para el Hawke's Bay United. Pasó al Waitakere United a mediados de 2008 pero regresó al Hawke's en 2009, año en el que recaló nuevamente en el Auckland City. Jugó allí hasta que en 2012 fue adquirido por el Portland Timbers de la Major League Soccer estadounidense. Pero nuevamente la falta de partidos llevó a Hogg a considerar una transferencia, por lo que recaló en el Wellington Phoenix, único club neozelandés participante de la A-League de Australia, a principios de 2013. No logró causar una buena impresión en el recién contratado Ernie Merrick y su contrato no fue renovado, por lo que regresó a la ASB Premiership para jugar en el Waitakere United. En 2014 firmó con el Amicale vanuatuense para disputar la Copa Presidente de la OFC y en 2015 se integró al Team Wellington. Ese mismo año regresó al Amicale, aunque en 2016 firmaría con el Waitakere.

### Clubes
| Club                        | País           | Año             |
| --------------------------- | -------------- | --------------- |
| Auckland City Football Club | Nueva Zelanda  | 2005 - 2006     |
| Hawke's Bay United          | Nueva Zelanda  | 2006 - 2008     |
| Waitakere United            | Nueva Zelanda  | 2008            |
| Hawke's Bay United          | Nueva Zelanda  | 2009            |
| Auckland City Football Club | Nueva Zelanda  | 2009 - 2012     |
| Portland Timbers            | Estados Unidos | 2012            |
| Wellington Phoenix          | Nueva Zelanda  | 2013            |
| Waitakere United            | Nueva Zelanda  | 2013 - 2014     |
| Amicale Football Club       | Vanuatu        | 2014            |
| Team Wellington             | Nueva Zelanda  | 2015            |
| Amicale Football Club       | Vanuatu        | 2015 - 2016     |
| Waitakere United            | Nueva Zelanda  | 2016 - Presente |

### Selección nacional
Con la selección neozelandesa sub-20 disputó la Copa Mundial 2007, donde jugó en las derrotas ante Portugal y Gambia. Al año siguiente, fue convocado por Stu Jacobs para disputar los Juegos Olímpicos de Pekín 2008 con el elenco de Nueva Zelanda sub-23. Cuatro años luego, fue partícipe del título neozelandés en el Torneo Preolímpico de la OFC 2012, así como fue nuevamente convocado para los Juegos Olímpicos, en este caso para Londres 2012.
Con la selección mayor hizo su debut el 23 de mayo de 2012 en un amistoso ante El Salvador que terminó en empate 2-2, siendo Hogg autor de los uno de los goles de Nueva Zelanda. Posteriormente sería convocado para la Copa de las Naciones de la OFC 2012.

#### Partidos y goles internacionales
| Partidos y goles internacionales | Partidos y goles internacionales | Partidos y goles internacionales | Partidos y goles internacionales | Partidos y goles internacionales | Partidos y goles internacionales           | Partidos y goles internacionales |
| #                                | Fecha                            | Estadio                          | Rival                            | Resultado                        | Competición                                | Gol(es)                          |
| -------------------------------- | -------------------------------- | -------------------------------- | -------------------------------- | -------------------------------- | ------------------------------------------ | -------------------------------- |
| 2012                             |                                  |                                  |                                  |                                  |                                            |                                  |
| 1                                | 23 de mayo                       | BBVA Compass Stadium, Houston    | El Salvador                      | 2 – 2                            | Amistoso                                   | 1 (1)                            |
| 2                                | 26 de mayo                       | Estadio Cotton Bowl, Dallas      | Honduras                         | 1 – 0                            | Amistoso                                   |                                  |
| 3                                | 6 de junio                       | Estadio Lawson Tama, Honiara     | Islas Salomón                    | 1 – 1                            | Copa de las Naciones de la OFC 2012        |                                  |
| 4                                | 10 de junio                      | Estadio Lawson Tama, Honiara     | Islas Salomón                    | 4 – 3                            | Copa de las Naciones de la OFC 2012        |                                  |
| 2013                             |                                  |                                  |                                  |                                  |                                            |                                  |
| 5                                | 22 de marzo                      | Forsyth Barr Stadium, Dunedin    | Nueva Caledonia                  | 2 – 1                            | Clasificación para la Copa Mundial de 2014 |                                  |
| 6                                | 26 de marzo                      | Estadio Lawson Tama, Honiara     | Islas Salomón                    | 2 – 0                            | Clasificación para la Copa Mundial de 2014 |                                  |

## Palmarés
| Título                | Club             | País          | Año     |
| --------------------- | ---------------- | ------------- | ------- |
| Campeonato Sub-20 OFC | Selección Sub-20 | Nueva Zelanda | 2007    |
| Preolímpico de la OFC | Selección Sub-23 | Nueva Zelanda | 2008    |
| Liga de Campeones     | Auckland City    | Nueva Zelanda | 2010/11 |
| Charity Cup           | Auckland City    | Nueva Zelanda | 2011    |
| Preolímpico de la OFC | Selección Sub-23 | Nueva Zelanda | 2012    |
| Liga de Campeones     | Auckland City    | Nueva Zelanda | 2011/12 |

### Distinciones individuales
| Distinción                          | Año  |
| ----------------------------------- | ---- |
| Equipo de la década ASB Premiership | 2014 |